# ایوان استویانوف (بازیکن فوتبال، زاده ۱۹۴۹)
ایوان استویانوف (بلغاری: Ивaн Cтoянoв؛ ۲۰ ژانویهٔ ۱۹۴۹ – ۱۰ دسامبر ۲۰۱۷) یک بازیکن فوتبال اهل بلغارستان بود.
از باشگاه‌هایی که در آن بازی کرده‌است می‌توان به باشگاه فوتبال لفسکی صوفیه اشاره کرد.
وی همچنین در تیم ملی فوتبال بلغارستان بازی کرده‌است.